# Sülzegrund

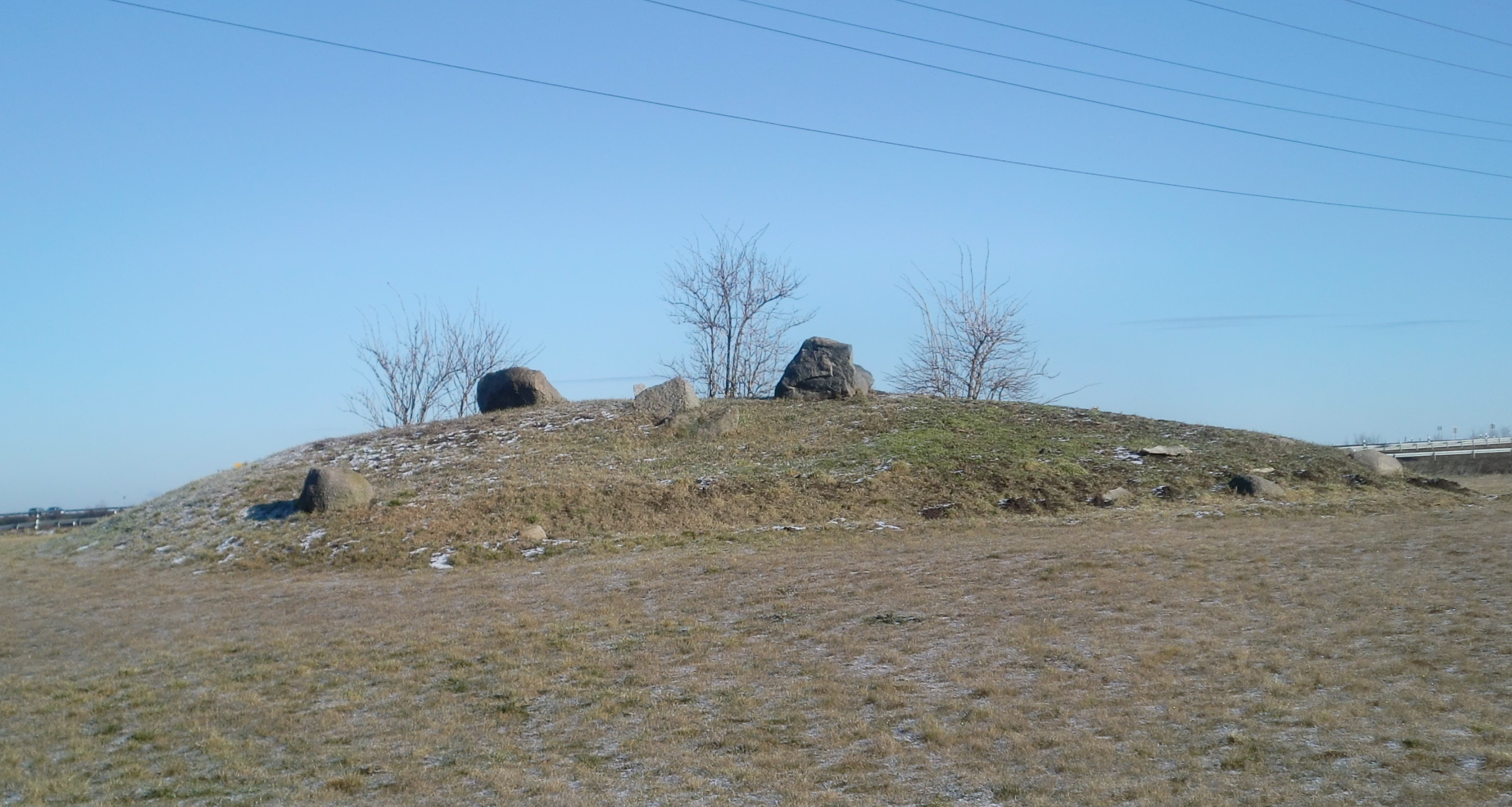
Pfahlberg

Sülzegrund ist ein Stadtteil im Norden der Stadt Magdeburg.

## Lage und Einwohner
Im Stadtteil Sülzegrund leben lediglich 10 Einwohner (Stand 31. Dezember 2021) auf einer Fläche von 3,3749 km². Im Osten grenzt der Stadtteil an die Stadtteile Neustädter See und Kannenstieg, im Süden an Neustädter Feld, im Westen an den Stadtteil Großer Silberberg und im Norden an die Gemeinde Barleben. Auf der nördlichen Grenze verläuft die Bundesautobahn 2.
Der Stadtteil besteht im Wesentlichen aus landwirtschaftlichen Nutzflächen. Im Süden und im Norden des Gebiets befinden sich Gewerbegebiete (Sülzeborn und Pfahlberg).
Das Gebiet wird vom Bach Große Sülze durchzogen, nach dem der Stadtteil auch seinen Namen hat. Ein weiterer Wasserlauf ist der Pfahlberggraben, der in die Große Sülze mündet.

## Geschichte
An frühe Besiedlungen des Gebiets erinnern die Reste des Hügelgrabs Pfahlberg, von dem sich der Name des nördlichen Gewerbegebiets ableitet.
Bei einer Neuaufteilung der Stadtteile im Jahr 1991 wurde das Gebiet erstmals als eigener Stadtteil ausgewiesen. Hintergrund hierzu waren Planungen, im Sülzegrund große Gewerbegebiete anzusiedeln. Diese Planungen wurden jedoch nicht umgesetzt.

## Wirtschaft
In den bestehenden Gewerbegebieten wurden 25 Mitgliedsunternehmen der IHK und 5 Handwerksbetriebe angesiedelt (Stand 2002). Das nördliche Gewerbegebiet Pfahlberg ist auf Einzelhandel ausgerichtet und ist auch Standort eines Großkinos (Cinestar) sowie eines Bowling- & Freizeitzentrum (US Play).